# Intercar
Intercar est une entreprise spécialisée dans le transport interrégional par autocar au Québec. Elle dessert les régions de la Capitale-Nationale, du Saguenay–Lac-Saint-Jean et de la Côte-Nord.
Intercar dispose d’une filiale française spécialisée dans le dépannage, remorquage et rachat automobile .

## Histoire
L'entreprise, modeste à ses débuts, connaît une croissance notable lorsque, en 1989, elle fait l'acquisition des liaisons interurbaines entre les régions de Québec, du Saguenay-Lac-Saint-Jean et de la Côte-Nord.
Le siège social est situé à Saguenay, dans l'arrondissement Jonquière, où se retrouve aussi un atelier de réparation dans le même bâtiment, alors que l'entreprise possède une place d'affaires importante à Québec et des installations dans neuf villes du Québec.
En 1998, la compagnie crée Transport Adapté Intercar et achète deux compagnies de transport scolaire. En 2001, elle fait l'acquisition de la division saguenéenne du Groupe Gaudreault. Depuis ces achats, Intercar compte environ 400 employés et 375 véhicules qui servent au transport interurbain, scolaire, médical et adapté. Le Groupe Intercar est constitué de 17 filiales.
À l'été 2016, le transporteur a lancé officiellement son nouveau site Internet qui propose une billetterie en ligne. Au mois de septembre de la même année, l'entreprise a commencé à déployer dans ses différents points de vente sa nouvelle plateforme de billets électroniques.  

## Circuits

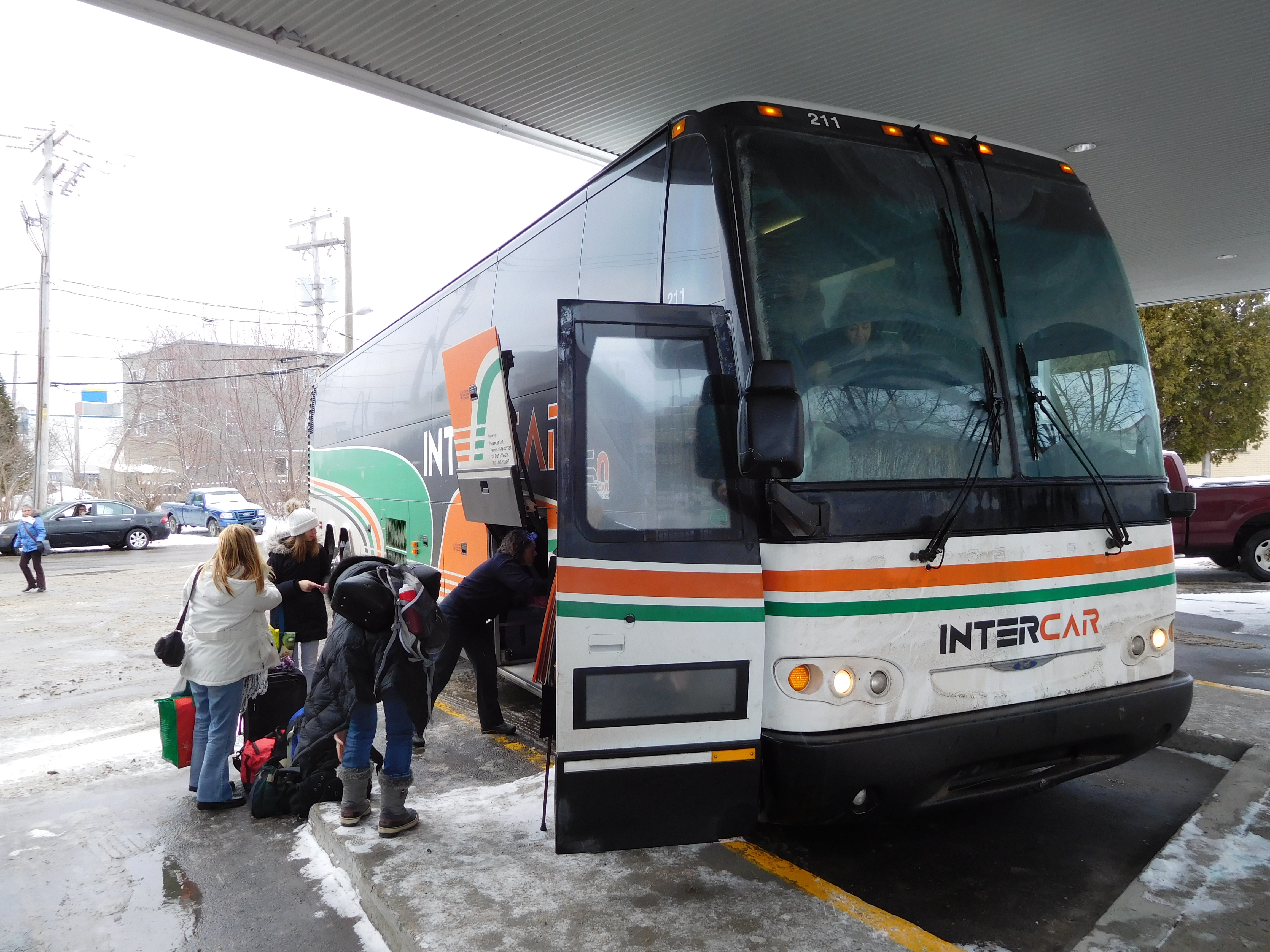
Un autocar d'Intercar

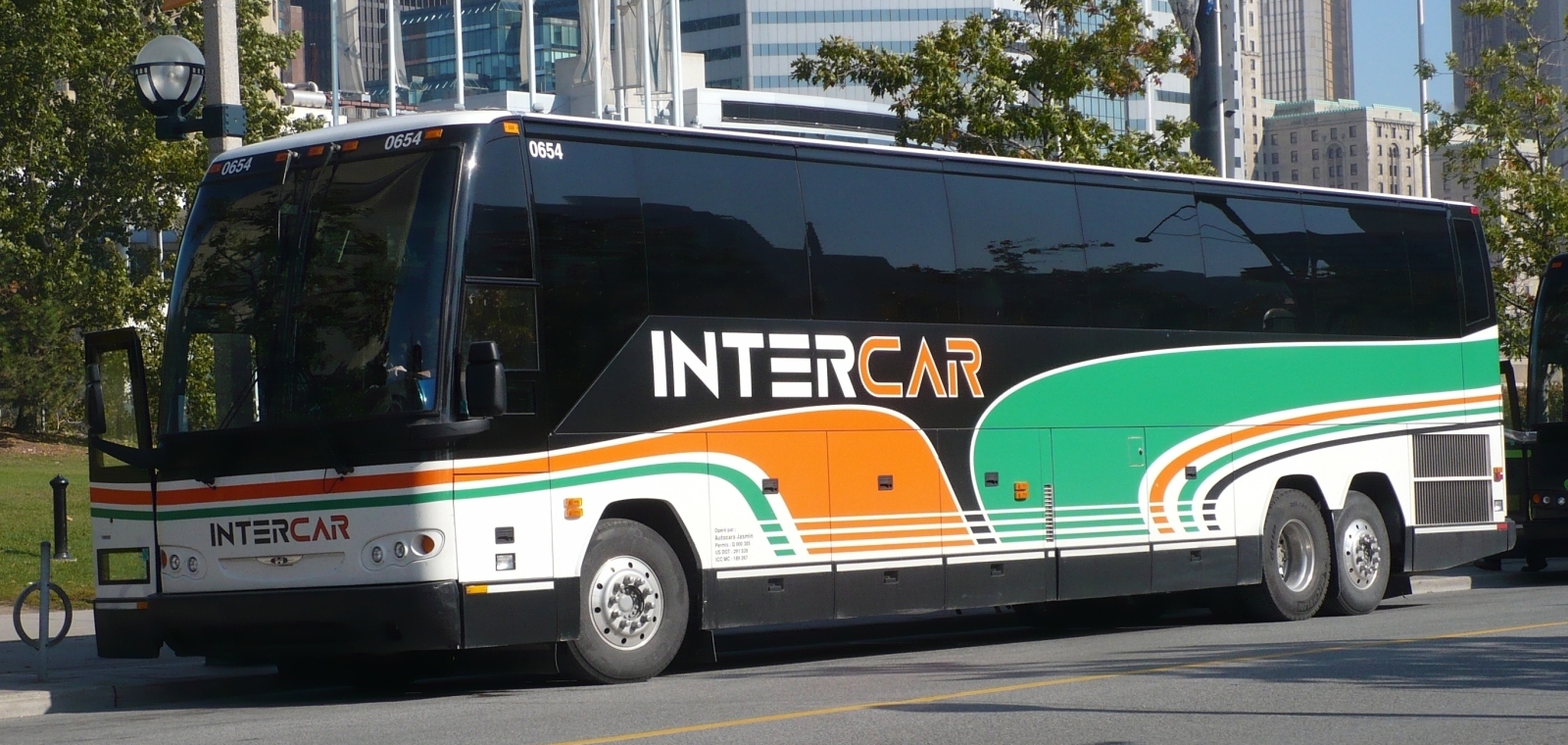
Un autocar d'Intercar

| Ligne                          | Destinations |
| ------------------------------ | --- |
| Québec ↔ Saguenay              | Gare d'autocars de Sainte-Foy - Gare du Palais - Stoneham-et-Tewkesbury - Parc national de la Jacques-Cartier - L'Étape - Laterrière - Chicoutimi (office touristique) - Chicoutimi (centre-ville) - Arvida - Jonquière |
| Québec ↔ Baie-Comeau           | Gare d'autocars de Sainte-Foy - Gare du Palais - Boischatel - Sainte-Anne-de-Beaupré - Saint-Tite-des-Caps - Baie-Saint-Paul - Saint-Hilarion - Sainte-Agnès - Clermont - La Malbaie (Mikes) - La Malbaie (Familiprix) - Cap-à-l'Aigle - Saint-Fidèle - Saint-Siméon - Baie-des-Rochers - Baie-Sainte-Catherine - Tadoussac - Les Bergeronnes - Longue-Rive - Portneuf-sur-Mer - Forestville - Colombier - Pessamit - Ragueneau - Chute-aux-Outardes - Baie-Comeau (Mingan) - Baie-Comeau (Marquette) |
| Québec ↔ Dolbeau-Mistassini    | Gare d'autocars de Sainte-Foy - Gare du Palais - Stoneham-et-Tewkesbury - L'Étape - Hébertville - Saint-Bruno - Alma - Métabetchouan–Lac-à-la-Croix - Desbiens - Chambord - Val-Jalbert - Roberval - Saint-Prime - Saint-Félicien - Normandin - Albanel - Dolbeau-Mistassini |
| Saguenay ↔ Dolbeau-Mistassini  | Chicoutimi (office touristique) - Chicoutimi (centre-ville) - Arvida - Jonquière - Larouche - Saint-Bruno - Alma - Métabetchouan–Lac-à-la-Croix - Desbiens - Chambord - Val-Jalbert - Roberval - Saint-Prime - Saint-Félicien - Saint-Méthode - Normandin - Albanel - Dolbeau-Mistassini |
| Sept-Îles ↔ Baie-Comeau        | Sept-Îles - Clarke City - Sainte-Marguerite - Les écores - Port-Cartier - Rivière-Pentecôte - Pointe-aux-Anglais - Les Islets-Caribou - Baie-Trinité - Godbout - Franquelin - Baie-Comeau (Marquette) - Baie-Comeau (Mingan) |
| Sept-Îles ↔ Havre-Saint-Pierre | Sept-Îles - Moisie - Sheldrake - Rivière-au-Tonnerre - Magpie - Rivière-Saint-Jean - Longue-Pointe-de-Mingan - Mingan - Havre-Saint-Pierre |

## Divisions
La compagnie Intercar compte 6 grandes divisions :
- Autobus Laterrière Inc.
- Autocars Fournier Inc.
- Autocars Jasmin Inc.
- Intercar Saguenay Inc.
- Intercar Côte-Nord Inc.
- Intercar Atlantique Inc.

## Flotte de véhicules
- GMC PD 4107
- GMC PD 4905
- MCI MC-8
- MCI MC-9
- MCI 102A3
- MCI J4500
- Prévost Prestige
- Prévost LeMirage
- Prévost H5-60 (quelques mois)
- Prévost LeMirage XL
- Prévost LeMirage XL-45
- Prévost H3-40
- Prévost H3-41
- Prévost H3-45
- Prévost LeMirage XLII

Plusieurs autobus scolaires fabriqués par Blue Bird et Autobus Thomas et des mini-bus fabriqués par Girardin (Blue Bird).

## Identité visuelle

### Logo

Avant 2021
Depuis 2021

### Couleur des autobus
Dans les années suivant la fondation de l'entreprise, les couleurs officielles de cette dernière utilisées pour sa flotte de véhicules étaient le blanc, le orange et le vert. Depuis 1995, le noir s'est ajouté à cette panoplie de couleurs. Outre le visuel à l'image de l'entreprise, plusieurs véhicules portent les couleurs et l'emblème de diverses organisations comme des équipes sportives.

## Transport de colis
Depuis le 31 octobre 2003, il existe un nouveau système de transport de colis. Ce nouveau système se nomme Expédibus. 